# 24.ª edición de los Premios Grammy
La 24.ª edición de los Premios Grammy se celebró el 24 de febrero de 1982 en el Shrine Auditorium de Los Ángeles, en reconocimiento a los logros discográficos alcanzados por los artistas musicales durante el año anterior. El evento fue presentado por John Denver y fue televisado en directo en Estados Unidos por CBS. Quincy Jones fue el gran ganador obteniendo un total de cinco galardones.
Esta edición incorporó por primera vez la categoría de premio al mejor video musical del año. 

## Ganadores

### Generales
- Grabación del año
  - Val Garay (productor) & Kim Carnes por "Bette Davis Eyes"
- Álbum del año
  - Jack Douglas (productor),  John Lennon & Yoko Ono (productores e intérpretes) por Double Fantasy
- Canción del año
  - Donna Weiss & Jackie DeShannon (compositores); Kim Carnes (intérprete) por "Bette Davis Eyes"
- Mejor artista novel
  - Sheena Easton

### Clásica
- Mejor grabación clásica orquestal
  - James Mallinson (productor), Georg Solti (director) & Chicago Symphony Orchestra & Chorus por Mahler: Sinfonía n.º 2
- Mejor interpretación solista vocal clásica
  - Richard Bonynge (director), Marilyn Horne, Luciano Pavarotti, Joan Sutherland & New York City Opera Orchestra por Live From Lincoln Center - Sutherland / Horne / Pavarotti
- Mejor grabación de ópera
  - James Mallinson (productor), Charles Mackerras (director), Jiri Zahradnicek, Ivo Žídek, Václav Zítek & Vienna Philharmonic Orchestra por Janácek: From the House of the Dead
- Mejor interpretación coral, clásica
  - Neville Marriner (director) & Academy of Saint Martin in the Fields por Haydn: La creación
- Mejor interpretación clásica - Solista o solistas instrumentales (con orquesta)
  - Zubin Mehta (director), Itzhak Perlman, Isaac Stern, Pinchas Zukerman & New York Philharmonic por Isaac Stern 60th Anniversary Celebration
- Mejor interpretación clásica - Solista o solistas instrumentales (sin orquesta)
  - Vladimir Horowitz por The Horowitz Concerts 1979/80
- Mejor interpretación de música de cámara
  - Vladimir Ashkenazy, Lynn Harrell & Itzhak Perlman por Chaikovski: Trío para piano en la menor
- Mejor álbum de música clásica
  - James Mallinson (productor), Georg Solti (director) & Chicago Symphony Orchestra & Chorus por Mahler: Sinfonía n.º 2

### Comedia
- Mejor grabación de comedia
  - Richard Pryor por Rev. Du Rite

### Composición y arreglos
- Mejor composición instrumental
  - Mike Post (compositor) por "The Theme From Hill Street Blues"
- Mejor banda sonora original de película o especial de televisión
  - John Williams (compositor) por Raiders of the Lost Ark
- Mejor arreglo instrumental
  - Quincy Jones & Johnny Mandel (arreglistas); Quincy Jones (intérprete) por "Velas"
- Mejor arreglo de acompañamiento para vocalista(s)
  - Jerry Hey & Quincy Jones (arreglista); Quincy Jones (intérprete) por "Ai No Corrida"
- Mejor arreglo vocal (dúo, grupo o coro)
  - Gene Puerling (arreglista); The Manhattan Transfer (intérprete) por "A Nightingale Sang in Berkeley Square"

### Country
- Mejor interpretación vocal country, femenina
  - Dolly Parton por "9 to 5"
- Mejor interpretación vocal country, masculina
  - Ronnie Milsap por "(There's) No Gettin' Over Me"
- Mejor interpretación country, duo o grupo
  - The Oak Ridge Boys por "Elvira"
- Mejor interpretación instrumental country
  - Chet Atkins por Country After All These Years
- Mejor canción country
  - Dolly Parton (compositor) por "9 to 5"

### Espectáculo musical
- Mejor álbum de espectáculo con reparto original
  - Quincy Jones (productor) & Lena Horne por Lena Horne: The Lady and Her Music

### Folk
- Mejor grabación étnica o tradicional
  - B. B. King por There Must Be a Better World Somewhere

### Gospel
- Mejor interpretación gospel, tradicional
  - The Masters V por The Masters V
- Mejor interpretación gospel, contemporánea o inspiracional
  - The Imperials por Priority
- Mejor interpretación gospel soul, tradicional
  - Al Green por The Lord Will Make a Way
- Mejor actuación gospel soul, contemporánea
  - Andrae Crouch por Don't Give Up
- Mejor interpretación inspiracional
  - B.J. Thomas por Amazing Grace

### Hablado
- Mejor grabación hablada
  - Orson Welles por Donovan's Brain

### Histórico
- Mejor álbum histórico reembalado
  - Michael Brooks & George Spitzer (productores) por Hoagy Carmichael - From Stardust to Ole Buttermilk Sky

### Infantil
- Mejor grabación para niños
  - Dennis Scott & Jim Henson (productores); The Muppets, Glen Campbell, Crystal Gayle, Loretta Lynn & Tanya Tucker (intérpretes)  por Sesame Country

### Jazz
- Mejor interpretación vocal jazz, femenina
  - Ella Fitzgerald por Digital III at Montreux
- Mejor interpretación vocal jazz, masculina
  - Al Jarreau por "Blue Rondo a la Turk"
- Mejor interpretación vocal jazz, duo o grupo
  - The Manhattan Transfer por "Until I Met You (Corner Pocket)"
- Mejor interpretación instrumental jazz, solista
  - John Coltrane por Bye Bye Blackbird
- Mejor interpretación instrumental jazz, grupo
  - Chick Corea & Gary Burton por In Concert, Zürich, October 28, 1979
- Mejor interpretación instrumental jazz, big band
  - Gerry Mulligan por Walk on the Water
- Mejor interpretación de jazz fusión, vocal o instrumental
  - Grover Washington, Jr. por Winelight

### Latina
- Mejor grabación latina
  - Clare Fischer por "Guajira Pa la Jeva"